# 周揆源
周揆源（1789年—？），湖北沔阳人，清朝政治人物。进士出身。
周揆源原名周鑣。道光六年（1826年）丙戌科進士。授刑部主事，升郎中。道光三十年（1850年）出知福建建寧府。咸丰元年（1851年）改邵武府知府。歷署福建延建邵道、興泉永道。同治二年（1863年）任福建督糧道。同治四年（1865年）被左宗棠參劾革職。回鄉爲聚奎書院主講。
有《聽春草堂詩鈔》二卷。